# ارتقا (رمان)
ارتقاء (انگلیسی: Upgrade)، رمانی نوشته بلیک کراوچ محصول سال ۲۰۲۲ است. این دهمین رمان مستقل اوست که سه سال پس از «یخبندان تابستانی» (۲۰۱۹) منتشر شد. این رمان به بررسی پیامدهای اخلاقی و وجودی مهندسی ژنتیک می‌پردازد که در دنیایی نزدیک به آینده اتفاق می‌افتد که در آن بشریت با پیامدهای مهندسی ژنتیکی انسان پیشرفته دست و پنجه نرم می‌کند.